# Piotr Popkow
Piotr Siergiejewicz Popkow (ros. Пётр Сергеевич Попков, ur. 10 stycznia?/23 stycznia 1903 we wsi Kolisiejewo w guberni włodzimierskiej, zm. 1 października 1950 w Leningradzie) – radziecki polityk, I sekretarz Komitetu Obwodowego WKP(b) w Leningradzie (1946-1949), zastępca członka KC WKP(b) (1939-1949).

## Życiorys
W 1925 wstąpił do RKP(b), 1925-1926 sekretarz odpowiedzialny wiejskiego komitetu Komsomołu, 1926-1928 kierownik stolarni miejskiego oddziału gospodarki komunalnej. 1937 ukończył Leningradzki Instytutu Inżynierów Gospodarki Komunalnej i został na nim kierownikiem sektora naukowo-badawczego. Od listopada 1937 do lipca 1938 przewodniczący komitetu wykonawczego rady rejonowej w Leningradzie, następnie zastępca przewodniczącego, a od 2 lutego 1939 do 2 stycznia 1940 przewodniczący Rady Miejskiej w Leningradzie. Od 21 marca 1939 do 15 lutego 1949 zastępca członka KC WKP(b), od 3 stycznia 1940 do 4 lipca 1946 przewodniczący Komitetu Wykonawczego Leningradzkiej Rady Miejskiej. Od 24 czerwca do 16 lipca 1941 członek Rady ds. Ewakuacji przy Radzie Komisarzy Ludowych ZSRR, we wrześniu 1941 członek Rady Wojskowej Frontu Leningradzkiego, od kwietnia 1942 członek Rady Wojskowej Armii Leningradzkiej Obrony Powietrznej. Od 26 marca 1946 do 22 lutego 1949 I sekretarz Komitetu Obwodowego WKP(b) w Leningradzie, od marca do sierpnia 1949 pracownik naukowy Akademii Nauk Społecznych przy KC WKP(b). Deputowany do Rady Najwyższej ZSRR 2 kadencji, 1946-1949 członek Prezydium Rady Najwyższej ZSRR. Odznaczony dwoma Orderami Lenina (m.in. w styczniu 1945) i Orderem Wojny Ojczyźnianej I klasy. 13 sierpnia 1949 aresztowany w gabinecie Gieorgija Malenkowa, następnie skazany na śmierć i rozstrzelany. 30 kwietnia 1954 pośmiertnie zrehabilitowany.